# Prix Tom W. Bonner en physique nucléaire
Le prix Tom W. Bonner en physique nucléaire (Tom W. Bonner Prize in Nuclear Physics) est un prix annuel décerné par la division de physique nucléaire de la Société américaine de physique (American Physical Society). Créé en 1964, et actuellement (en 2020) composé d'un montant de 10 000 $ et d'un certificat, le prix Bonner a été fondé à la mémoire du physicien Tom W. Bonner. 
Le but du prix, comme indiqué par l'American Physical Society, est :
Reconnaître et encourager la recherche expérimentale exceptionnelle en physique nucléaire, y compris le développement d'une méthode, d'une technique ou d'un dispositif qui contribue de manière significative de manière générale à la recherche en physique nucléaire.
Le prix Bonner est généralement décerné pour des réalisations individuelles dans la recherche expérimentale, mais peut être décerné pour des travaux théoriques exceptionnels et à des groupes qui ont contribué à une seule réalisation.

## Récipiendaires
- 1965 : Henry H. Barschall
- 1966 : Robert J. Van de Graaff
- 1967 : Charles Christian Lauritsen
- 1968 : Raymond G. Herb
- 1969 : Gregory Breit
- 1970 : William A. Fowler
- 1971 : Maurice Goldhaber
- 1972 : John D. Anderson et Donald Robson
- 1973 : Herman Feshbach
- 1974 : Denys Wilkinson
- 1975 : Chien-Shiung Wu
- 1976 : John P. Schiffer
- 1977 : Stuart T. Butler et G. Raymond Satchler
- 1978 : Sergei Polikanov et V. M. Strutinsky
- 1979 : Roy Middleton et Willy Haeberli
- 1980 : Frank S. Stephens et Richard M. Diamond
- 1981 : Bernard L. Cohen
- 1982 : Gerald E. Brown
- 1983 : Charles D. Goodman
- 1984 : Harald A. Enge
- 1985 : Eric G. Adelberger
- 1986 : Lowell M. Bollinger
- 1987 : Bernard Frois et Ingo Sick
- 1988 : Raymond Davis Jr.
- 1989 : Ernest M. Henley
- 1990 : Vernon Hughes
- 1991 : Peter J. Twin
- 1992 : Henry G. Blosser et Robert E. Pollock
- 1993 : Akito Arima et Francesco Iachello
- 1994 : Ernest K. Warburton
- 1995 : Felix Boehm
- 1996 : John Dirk Walecka
- 1997 : Hamish Robertson
- 1998 : Joel M. Moss
- 1999 : Vijay Raghunath Pandharipande
- 2000 : Raymond G. Arnold
- 2001 : Richard Geller et Claude Lyneis
- 2002 : J. David Bowman
- 2003 : Arthur Bruce McDonald
- 2004 : George F. Bertsch
- 2005 : Roy Holt
- 2006 : Ian Towner et John Hardy
- 2007 : Stuart J. Freedman
- 2008 : Arthur M. Poskanzer
- 2009 : Robert D. McKeown
- 2010 : Steven C. Pieper et Robert B. Wiringa
- 2011 : Richard F. Casten
- 2012 : Witold Nazarewicz
- 2013 : Michael K. Moe
- 2014 : William A. Zajc
- 2015 : Howard Wieman  et Miklos Gyulassy
- 2016 : I-yang Lee[1]
- 2017 : Charles F. Perdrisat
- 2018 : Bradley Marc Sherrill
- 2019 : Barbara Jacak
- 2020 : Richard Milner
- 2021 : Geoffrey L. Greene
- 2022 : David W. Hertzog
- 2023 : Jen-Chieh Peng
- 2024 :  Wit Busza
- 2025 : Volker D. Burkert

## Voir également
- Liste de prix de physique